# Liga Centara nogometnog Podsaveza Zagreb 1962./63.
Liga Centara nogometnog Podsaveza Zagreb' (također i kao 2. razred Zagrebačkog nogometnog podsaveza, Podsavezna liga Zagreb – II. razred) je predstavljala lige najnižeg stupnja natjecanja "Prvenstva Zagrebačkog nogometnog podsaveza" te lige 7. stupnja nogometnog prvenstva Jugoslavije za sezonu 1962./63. 
 
Liga je bila podijeljena u tri skupine: 
- Centar Jug – 13 klubova, prvak "Mraclin"
- Centar Zagreb – ukupno 12 klubova, prvak "Radnik" iz Sesveta
- Centar Zapad – 11 klubova, prvak "BSK" iz Brdovca

## Centar Jug
Također i kao Centar Velika Gorica. 
Ljestvica
| mj. | klub              | ut. | pob. | ner. | por. | gol+ | gol- | bod |
| --- | ----------------- | --- | ---- | ---- | ---- | ---- | ---- | --- |
| 1.  | Mraclin           | 24  | 16   | 5    | 3    | 77   | 24   | 37  |
| 2.  | Borac Vukovina    | 24  | 16   | 4    | 4    | 71   | 30   | 36  |
| 3.  | Udarnik Kurilovec | 24  | 15   | 5    | 4    | 54   | 26   | 35  |
| 4.  | Polet Klara       | 24  | 12   | 6    | 6    | 64   | 48   | 30  |
| 5.  | Jedinstvo         | 24  | 12   | 6    | 6    | 43   | 32   | 30  |
| 6.  | Sloga Odra        | 24  | 11   | 5    | 8    | 55   | 41   | 27  |
| 7.  | Naprijed Gradići  | 24  | 11   | 2    | 11   | 45   | 45   | 24  |
| 8.  | Polet Buševec     | 24  | 8    | 6    | 10   | 41   | 39   | 22  |
| 9.  | Orač              | 24  | 8    | 6    | 10   | 45   | 43   | 22  |
| 10. | Traktorist        | 24  | 7    | 2    | 15   | 53   | 87   | 16  |
| 11. | Mladost           | 24  | 6    | 3    | 15   | 34   | 59   | 15  |
| 12. | Partizan Lukavec  | 24  | 5    | 2    | 17   | 34   | 62   | 12  |
| 13. | Zelengaj Hrelići  | 24  | 3    | 0    | 21   | 25   | 105  | 6   |

- Hrelići – danas dio naselja Zagreb
- Klara – tadašnji naziv za Svetu Klaru, danas dio naselja Zagreb
- Kurilovec – danas dio naselja Velika Gorica

Rezultatska križaljka
| kratica | klub              | BOR | JED | MLA | MRA | NAP | ORAČ | PAR | POLB | POLK | SLO | TRA | UDA | ZEL |
| --- | ----------------- | --- | --- | --- | --- | --- | ---- | --- | ---- | ---- | --- | --- | --- | --- |
| BOR | Borac Vukovina    |     |     |     |     |     |      |     |      |      |     |     |     |     |
| JED | Jedinstvo         |     |     |     |     |     |      |     |      |      |     |     |     |     |
| MLA | Mladost           |     |     |     |     |     |      |     |      |      |     |     |     |     |
| MRA | Mraclin           |     |     |     |     |     |      |     |      |      |     |     |     |     |
| NAP | Naprijed Gradići  |     |     |     |     |     |      |     |      |      |     |     |     |     |
| ORAČ | Orač              |     |     |     |     |     |      |     |      |      |     |     |     |     |
| PAR | Partizan Lukavac  |     |     |     |     |     |      |     |      |      |     |     |     |     |
| POLB | Polet Buševec     |     |     |     |     |     |      |     |      |      |     |     |     |     |
| POLK | Polet Klara       |     |     |     |     |     |      |     |      |      |     |     |     |     |
| SLO | Sloga Odra        |     |     |     |     |     |      |     |      |      |     |     |     |     |
| TRA | Traktorist        |     |     |     |     |     |      |     |      |      |     |     |     |     |
| UDA | Udarnik Kurilovec |     |     |     |     |     |      |     |      |      |     |     |     |     |
| ZEL | Zelengaj Hrelići  |     |     |     |     |     |      |     |      |      |     |     |     |     |
| |                   |     |     |     |     |     |      |     |      |      |     |     |     |     |
| podebljan rezultat - utakmice od 1. do 13. kola (1. utakmica između klubova) rezultat normalne debljine - utakmice od 14. do 26. kola (2. utakmica između klubova) rezultat nakošen - nije vidljiv redoslijed odigravanja međusobnih utakmica iz dostupnih izvora rezultat nakošen i smanjen * - iz dostupnih izvora nije uočljiv domaćin susreta prekrižen rezultat - poništena ili brisana utakmica p - utakmica prekinuta 3:0 p.f. / 0:3 p.f. - rezultat 3:0 bez borbe |                   |     |     |     |     |     |      |     |      |      |     |     |     |     |

 Izvori: 

## Centar Zagreb
Ljestvica
| mj.              | klub                          | ut. | pob. | ner. | por. | gol+ | gol- | bod |
| ---------------- | ----------------------------- | --- | ---- | ---- | ---- | ---- | ---- | --- |
| 1.               | Radnik Sesvete                | 17  | 11   | 3    | 3    | 39   | 21   | 25  |
| 2.               | Špansko                       | 17  | 10   | 2    | 5    | 44   | 22   | 22  |
| 3.               | Amater Zagreb                 | 17  | 9    | 1    | 7    | 36   | 30   | 19  |
| 4.               | Jedinstvo Dugo Selo           | 17  | 8    | 3    | 6    | 34   | 38   | 19  |
| 5.               | Budućnost Sesvetski Kraljevec | 17  | 8    | 2    | 7    | 39   | 28   | 18  |
| 6.               | Zelina                        | 17  | 9    | 0    | 8    | 30   | 27   | 18  |
| 7.               | ZET Zagreb                    | 17  | 6    | 2    | 9    | 33   | 42   | 14  |
| 8.               | Kožarac Zagreb                | 17  | 3    | 5    | 9    | 32   | 48   | 11  |
| 9.               | Pekarski Zagreb               | 17  | 3    | 3    | 11   | 27   | 49   | 9   |
|                  | Jugomontaža Zagreb            | 9   | 2    | 3    | 4    | 14   | 23   | 7   |
| van konkurencije |                               |     |      |      |      |      |      |     |
|                  | Sloboda                       | 21  | 6    | 3    | 12   | 41   | 78   | 15  |
|                  | Na-Ma Zagreb                  | 21  | 2    | 3    | 16   | 17   | 100  | 7   |

- "Jugomontaža" Zagreb – odustali nakon polusezone
- Sesvetski Kraljevec – danas dio naselja Sesvete
- Špansko – danas dio naselja Zagreb
- Zelina – tadašnji naziv za Sveti Ivan Zelinu

Rezultatska križaljka
| kratica | klub                          | AMA | BUD | JED | KOŽ | PEK | RAD | ŠPA | ZEL | ZET | JUG | NAMA | SLO |
| --- | ----------------------------- | --- | --- | --- | --- | --- | --- | --- | --- | --- | --- | ---- | --- |
| AMA | Amater Zagreb                 |     |     |     |     |     |     |     |     |     |     |      |     |
| BUD | Budućnost Sesvetski Kraljevec |     |     |     |     |     |     |     |     |     |     |      |     |
| JED | Jedinstvo Dugo Selo           |     |     |     |     |     |     |     |     |     |     |      |     |
| KOŽ | Kožarac Zagreb                |     |     |     |     |     |     |     |     |     |     |      |     |
| PEK | Pekarski Zagreb               |     |     |     |     |     |     |     |     |     |     |      |     |
| RAD | Radnik Sesvete                |     |     |     |     |     |     |     |     |     |     |      |     |
| ŠPA | Špansko                       |     |     |     |     |     |     |     |     |     |     |      |     |
| ZEL | Zelina                        |     |     |     |     |     |     |     |     |     |     |      |     |
| ZET | ZET Zagreb                    |     |     |     |     |     |     |     |     |     |     |      |     |
| JUG | Jugomontaža Zagreb            |     |     |     |     |     |     |     |     |     |     |      |     |
| NAMA | Na-Ma Zagreb                  |     |     |     |     |     |     |     |     |     |     |      |     |
| SLO | Sloboda                       |     |     |     |     |     |     |     |     |     |     |      |     |
| |                               |     |     |     |     |     |     |     |     |     |     |      |     |
| podebljan rezultat - utakmice od 1. do 11. kola (1. utakmica između klubova) rezultat normalne debljine - utakmice od 12. do 22. kola (2. utakmica između klubova) rezultat nakošen - nije vidljiv redoslijed odigravanja međusobnih utakmica iz dostupnih izvora rezultat nakošen i smanjen * - iz dostupnih izvora nije uočljiv domaćin susreta prekrižen rezultat - poništena ili brisana utakmica p - utakmica prekinuta 3:0 p.f. / 0:3 p.f. - rezultat 3:0 bez borbe |                               |     |     |     |     |     |     |     |     |     |     |      |     |

 Izvori: 

## Centar Zapad
Također i pod nazivom Centar Zaprešić
Ljestvica
| mj. | klub                  | ut. | pob. | ner. | por. | gol+ | gol- | bod |
| --- | --------------------- | --- | ---- | ---- | ---- | ---- | ---- | --- |
| 1.  | BSK Brdovec           | 19  | 18   | 1    | 0    | 75   | 14   | 37  |
| 2.  | Klanjec               | 20  | 12   | 3    | 5    | 58   | 34   | 27  |
| 3.  | Sava Strmec           | 19  | 12   | 1    | 6    | 55   | 40   | 25  |
| 4.  | Bregana               | 20  | 11   | 2    | 7    | 40   | 33   | 24  |
| 5.  | Sava Drenaje          | 20  | 9    | 5    | 6    | 45   | 34   | 23  |
| 6.  | Bistra (Donja Bistra) | 20  | 11   | 0    | 9    | 52   | 39   | 22  |
| 7.  | Sutla Šenkovec        | 20  | 7    | 4    | 9    | 39   | 43   | 18  |
| 8.  | Bratstvo Kerestinec   | 20  | 6    | 5    | 9    | 37   | 55   | 18  |
| 9.  | Mladost Domaslovec    | 20  | 5    | 2    | 13   | 37   | 48   | 14  |
| 10. | Mladost Kraj Donji    | 20  | 3    | 1    | 16   | 17   | 54   | 7   |
| 11. | Jedinstvo Donja Pušća | 20  | 2    | 0    | 18   | 14   | 75   | 4   |

- Deranje – tadšnji naziv za Drenje Brdovečko
- Donja Pušća – također i pod nazivom Pušća Donja

Rezultatska križaljka
| kratica | klub                  | BIS | BRA | BRE | BSK | JED | KLA | MLAD | MLAKD | SAVD | SAVS | SUT |
| --- | --------------------- | --- | --- | --- | --- | --- | --- | ---- | ----- | ---- | ---- | --- |
| BIS | Bistra (Donja Bistra) |     |     |     |     |     |     |      |       |      |      |     |
| BRA | Bratstvo Kerestinec   |     |     |     |     |     |     |      |       |      |      |     |
| BRE | Bregana               |     |     |     |     |     |     |      |       |      |      |     |
| BSK | BSK Brdovec           |     |     |     |     |     |     |      |       |      |      |     |
| JED | Jedinstvo Donja Pušća |     |     |     |     |     |     |      |       |      |      |     |
| KLA | Klanjec               |     |     |     |     |     |     |      |       |      |      |     |
| MLAD | Mladost Domaslovec    |     |     |     |     |     |     |      |       |      |      |     |
| MLAKD | Mladost Kraj Donji    |     |     |     |     |     |     |      |       |      |      |     |
| SAVD | Sava Drenaje          |     |     |     |     |     |     |      |       |      |      |     |
| SAVS | Sava Strmec           |     |     |     |     |     |     |      |       |      |      |     |
| SUT | Sutla Šenkovec        |     |     |     |     |     |     |      |       |      |      |     |
| |                       |     |     |     |     |     |     |      |       |      |      |     |
| podebljan rezultat - utakmice od 1. do 11. kola (1. utakmica između klubova) rezultat normalne debljine - utakmice od 12. do 22. kola (2. utakmica između klubova) rezultat nakošen - nije vidljiv redoslijed odigravanja međusobnih utakmica iz dostupnih izvora rezultat nakošen i smanjen * - iz dostupnih izvora nije uočljiv domaćin susreta prekrižen rezultat - poništena ili brisana utakmica p - utakmica prekinuta 3:0 p.f. / 0:3 p.f. - rezultat 3:0 bez borbe |                       |     |     |     |     |     |     |      |       |      |      |     |

 Izvori: 

## Unutrašnje poveznice
- Prvenstva Zagrebačkog nogometnog podsaveza
- Zagrebački nogometni podsavez
- Zagrebačka liga 1962./63.
- Podsavezna liga Zagrebačkog NP 1962./63.
- 1. razred NP Zagreb 1962./63.